# المعرض التاريخي لهيئة قناة السويس
يحتوى المعرض التاريخي لهيئة قناة السويس على مجموعة من اللوحات المطبوعة التي تحكي تاريخ قناة السويس بالصور والماكيتات وبعض المقتنيات والالبومات والافلام الوثائقية القديمة والافلام التسجيلية التي تؤرخ القناة منذ الحفر إلى الآن، إلى جانب بعضا من المجسمات المعدنية وأجزاء من الوحدات البحرية الخاصة بالسفن والكراكات.

## نبذة عن المبنى
يقع المبنى بالقرب من نادي الشراع بشارع الجمرك. ويتميز بطابع فرنسى، مكون من طابقين ومغطى بقوالب القرميد الاحمر يرجع تاريخة إلى ما بعد حفر قناة السويس بعام واحد، اتخذة السيد "جول جيشار" الفرنسى مقرا لإدارة ترانزيت الملاحة البحرية من هذا المبنى المطل على القناة وذلك في عام 1869.

## الدور الأرضى
يؤدي المدخل الرئيسى للمعرض إلى الحديقة الامامية للمبنى، والتي ضمت مجموعة من اللوحات التي تحكي مشاهد الحفر بالقناة، ومجموعة من اجزاء معدات بحرية وضعت كتماثيل ميدانية على قواعد من الطوب الفرعونى – كالمخطاف وريشة الرفاص – وسن الحفار – والبكارة. كما تضم الحديقة الورشة الفنية المكتب الفنى ومكتب الأمن ومجموعة من المقاعد الخشبية لاستراحة الزائرين. وتضم الحديقة الخلفية للمبنى جدارية من النحاس الأحمر والأصفر تجسد بطولة المهندس مشهور أحمد مشهور والرئيس أنور السادات والفلاح المصرى الذي يحمل الخير لمصر عام 1981.

## الدور الأول
الممر بالدور الارضي يضم رؤساء هيئة قناة السويس الأثنى عشر منذ الحفر إلى الآن. منهم ستة رؤساء فرنسيين: وهم فردينان ديليسيبس (1855-1894)، جول جيشار (1894-1896)، أوجست درا مبير (1896-1913)، شارل جونار (1913-1927)، دي فوجيه (1948-1927)، فرانسوا شارل رو (1948-1956). ثم جاءت مرحلة التأميم وعادت القناة مصرية خالصة ليرأسها ستة من مصر وهم: الدكتورمحمد حلمي بهجت بدوي (1956-1957)، المهندس محمود يونس (1957 -1965)، المهندس مشهور احمد مشهور (1965 -1983)، المهندس محمد عزت عادل (1984-1995)، الفريق أحمد فاضل (1996-2012)، الفريق مهاب مميش (2012 إلى الآن)، بالإضافة إلى ألبوم يشرح السيرة الذاتية لرؤساء قناة السويس منذ الافتتاح إلى الآن.
الدور الأول يضم ثلاث قاعات وهم:

### القاعة الأولى قاعة العرض المرئي
والتي تسع عدد 40 كرسي، والقاعة مجهزة بوسائل العرض المرئى والمسموع، وتضم 14 لوحة وخريطتين للمجرى الملاحي للقناة القديم والحديث.

### القاعة الثانية قاعة الحفر
وتضم عدد 32 لوحة تصور لنا تاريخ القناة منذ أن كانت فكرة أيام حكم الفراعنة ومحاولات إتصال نهر النيل بالبحيرات المرة بالبحر الأحمر والمتوسط وصولا إلى دراسة المشروع وتنفيذة ومنح الخديوي سعيد لديليسيبس حق أمتياز القناة وصولا إلى مرحلة الحفرالفعلي بالقناة وكيف عانى الفلاح المصرى من السخرة وإلى أي مدى تطور الحفر بدخول الآلات والمعدات والكراكات ذات الذراع الطويلة، والعربات اليدوية التي تجر على قطبان السكة الحديد، ثم دخول الماء إلى القناة من بورسعيد إلى السويس باتصال البحر الأحمر والمتوسط وبداية الملاحة بالقناة تحت قانون العبور التي صاغتة اتفاقية القسطينية ومدى تطور السفن التي بدأت بالسفن الشراعية ثم السفن البخارية التي تعمل بالفحم. كما تضم القاعة ماكيت المبنى الإداري لشركة قناة السويس البحرية بالإسماعيلية عام 1869م. كما تضم تمثال الفلاح المصري الذي شارك في حفر القناة اعزازا وتقديرا لدوره، بالإضافة إلى ألبوم صور يحكي تاريخ الحفر.

### القاعة الثالثة قاعة الافتتاح
وتضم 29 لوحة تمثل مراسم الأحتفال بالافتتاح عام 1869 وشكل الدعوة التي أرسلها كلا من فردنياد ديليسيبس والخديوي اسماعيل لدعوة ملوك ورؤساء العالم لحضور حفل الافتتاح الأسطورى وعلى رأسهم الملكة اوجينى زوجة الأمبراطور لويس الثانى ملك فرنسا وكيف استقبلها وبنى لها العديد من القصور لاستراحتها بالقاهرة والاسماعيلية، وشكل المنصة الرئيسية التاريخية التي ضمت رؤساء وملوك العالم والبزخ والترف الذي ساد الحفل من الولائم والفرش والأثاث، إلى تجهيز حفل العشاء والحفل الراقص بقصر الخديوى اسماعيل ببورسعيد.
كما تضم القاعة ماكيت لمبنى القبة ببورسعيد ذو الطراز الإسلامى المقر الإدارى للشركة العالمية لقناة السويس البحرية ببورسعيد 1859، كما يضم ماكيت لمبنى ديليسيبس أول مبنى تم أنشاؤة على الطراز الفرنسي بالإسماعيلية، والذي اتخذة ديليسيبس المقر الرئيسى للسكن ولإدارة القناة. بالإضافة إلى ألبوم صور يبين أهم شخصيات حفل الافتتاح عام 1769.
بين الطابقين الأرضى والأول سلم يعلوه لوحة جدارية مرسومة يدويا ومطبوعة على مساحة 2 متر × 2 متر تبين أهم الشخصيات المؤثرة في تاريخ القناة منذ الحفر إلى الآن إى منذ أن فكر المصري القديم في شق قناة تربط بين البحر الأحمر إلى الآن.وإلى إى مدى تطورت القناة الحالية على يد أبطالها المصريين لتكون أهم ممر ملاحي عالمي في تاريخنا الحديث.
وعلى اليمين سجادة قديمة وأدوات مطبخ نحاسية صناعة يدوية يرجع تاريخها للقرن 19 إلى جانب ماكيت لمبنى الراهبات ببورسعيد إحدى المبانى الأثرية ببورسعيد والتي حيت منه الملكة أوجينى الشعب البورسعيدى أثناء الاحتفال بافتتاح القناة عام 1869.
أما الدور الثاني فيضم ثلاث قاعات، وهم:

### القاعة الرابعة قاعة التأميم
تضم القاعة 24 لوحة تحكي لحظة التأميم التي أعلن منها الرئيس جمال عبد الناصر تأميم القناة والإستيلاء على ممتلكات الهيئة ببورسعيد والاسماعيلية والسويس وأثر ذلك على مؤامرة انسحاب المرشدون الاجانب والاستعانة بضباط البحرية المصرية، وتحدي العالم كلة واثبات أن المصرى قادرا على إدارة هذا المرفق العالمي دون مساعدة من الغرب وذلك عام 1956، ثم العدوان الثلاثى وأثرة على توقف العمل بالقناة لمدة ونصر أكتوبرالعظيم 1973 ومراحل التطوير والتطهير بالقناة مرورا بالأفتتاح الأول عام 1975 والأفتتاح الثانى 1980.

### القاعة الخامسة قاعة التطوير
وتضم عدد 17 لوحة تمثل مراحل تطور السفن من حيث الشكل والحجم والحمولة والمراكب الشراعية والسفن البخارية ثم السفن صغيرة الحجم وصولا إلى السفن العملاقة من ناقلات البترول والغاز الطبيعى وسفن الحاويات والركاب ومدى التطور الذي لحق بالقناة من حيث العمق والعرض والاجزاء المذدوجة حتى صارت قادرة على استيعاب مرور السفن العملاقة بالعالم - إلى جانب تطور الكراكات من الشكل الخشبى البسيط إلى كراكة القواديس وصولا إلى الكراكة الطاردة والماصة. إلى جانب ماكيت «لمبنى الساعة الاثرى ببورسعيد» والذي يرجع تاريخة إلى 1869، وبدء العمل بة 1964م، وهو المبنى الرئيسى لورش الترسانة البحرية ببورسعيد الآن. كما تضم القاعة مكان لجلوس كبار الزوار، ملحق بالقاعة حجرة الإدارة.

### القاعة السادسة قاعة المقتنيات
تصغير
تضم قاعة المقتنيات التالي:
- العديد من اجهزة الاتصال السلكية ولالسلكية التي يرجع تاريخها إلى القرت التاسع عشر وتطورها إلى الآن إلى جانب التليفونات البحرية المستخدمة على الوحدات البحرية كالسفن واللانشات التي تتصل بمركز ارشاد حركة السفن بمبنى الإرشاد بالاسماعيلية.
- مجموعة من طوابع البريد الأصلية والمطبوعة التي تسجل أهم الأحداث التاريخية الخاصة بالقناة.
- مجموعة من الكؤوس الرياضية التي كانت تمنح للمتفوقين رياضيا في ألعاب التنس والطائرة وكرة القدم والسلة.
- مجموعة من أدوات المائدة الفضية والنحاسية التي حفر عليها العلامة القديمة للهيئة SC.
- مجموعة من الأثاث القديم والأباليك النحاسية المطعمة بالكريستال.
- مجموعة من الأظرف الورقية الأصلية المبطنة بالشاش من الداخل والتي كانت مستخدمة أيام الشركة العالمية لقناة السويس.

## نظام الصوت والضوء
كما يحتوى المعرض على أنظمة تشغيل مرئية ضوئية ومسموعة بداخل كل قاعة لاضاءة اللوحات بالتزامن مع أجهزة الصوت المسجل الذي يشرح كل لوحة وتعتبر هذة الأمكانية أداة لتسهيل استقبال الزوار من المكفوفين وذوى الاحتياجات الخاصة للتعرف على تاريخ القناة بالصوت أو الضوء.
كما يضم المعرض مكتبة إلكترونية تضم أرشيف صور قديمة وأفلام وثائقية وتسجيلية تؤرخ احداث الهيئة. لاتاحة الفرصة للمدارس والجامعات والباحثين من الاضطلاع عليها.
قاعة ورشة العمل: ورشة العمل بالدور الأرضى بالحديقة الأمامية للفيلا تهدف إلى تدريب الأطفال والموهوبين للتعرف على التاريخ المصور للقناة ومحاولة رسم أشهر اللوحات التي تسجل الأحداث التاريخية للقناة.
ساحة العرض السينيمائى الصيفى: ساحة العرض المرئى الصيفى بالحديقة الأمامية للفيلا يمكن تجهيزها بالكراسى وأجهزة العرض المرئى لعرض الأفلام التسجيلية للجمهور العادى بالمجان.